# 눈목자
바둑에서 눈목자(눈目字, large knight's move)는 이전에 있는 돌에서 가로 1칸, 세로 3칸(또는 가로 3칸, 세로 1칸) 떨어진 위치를 말한다. 즉, 날일자보다 멀리 한칸 더 떨어져 있는 위치로, 이름 그대로 두 지점 사이의 격자 모양이 한자 눈목자(目) 모양이며, 방향은 어느 쪽이든 상관없다. 눈목자 위치에 돌을 놓는 것을 눈목자행마라고 한다. 참고로, 눈목자에서 한칸 더 떨어진 위치에 착수하는 것을 큰눈목자행마(very large knight's move)라고 한다. 
|  |  |  |  |  |  |  |  |  |
|  |  |  |  |  |  |  |  |  |
|  |  |  |  |  |  |  |  |  |
|  |  |  |  |  |  |  |  |  |
|  |  |  |  |  |  |  |  |  |
|  |  |  |  |  |  |  |  |  |
|  |  |  |  |  |  |  |  |  |
|  |  |  |  |  |  |  |  |  |
|  |  |  |  |  |  |  |  |  |

## 같이 보기
- 날일자
- 마늘모
- 밭전자